# La Luna (Film)
La Luna ist ein italienischer Spielfilm aus dem Jahr 1979. Regie führte Bernardo Bertolucci, der für diesen Film die melodramatische Struktur der Opern von Giuseppe Verdi als Vorlage nahm.

## Handlung
Caterina, eine erfolgreiche Opernsängerin aus New York, übersiedelt nach dem plötzlichen Tod ihres Mannes Douglas mit ihrem Sohn Joe nach Italien, wo sie einst Gesang studierte. In Rom erreicht sie den Höhepunkt ihrer Karriere, der 15-jährige Joe hingegen fühlt sich einsam und verlassen. Er verfällt dem Heroin-Konsum und unternimmt Streifzüge durch verborgene Teile der Ewigen Stadt. Langsam wird Caterina bewusst, dass sie überhaupt nichts von ihrem Sohn weiß. Sie gerät in eine Krise, die ihr bisheriges Selbstverständnis als Mutter und Künstlerin infrage stellt. Nach einem Gespräch mit Joes Freund und Rauschgifthändler Mustafa ändert sich Caterinas Verhalten: Sie verführt Joe und pflegt auf einer Reise nach Parma und Umgebung eine inzestuöse Mutter-Sohn-Beziehung. Dabei erinnert sie sich beiläufig an ihren ersten Kuss – vor Jahren mit einem Italiener. So erfährt Joe zum ersten Mal von seinem leiblichen Vater Giuseppe, der Lehrer ist, und noch immer mit seiner Mutter an der Küste lebt. Er besucht ihn und hofft so, seine Eltern wieder zusammenzuführen. Tatsächlich erscheint Giuseppe zu Caterinas Proben für die Verdi-Oper Ein Maskenball in den Caracalla-Thermen. Ob sich die Eltern versöhnen und Joe endgültig vom Rauschgift geheilt ist, bleibt offen – doch zumindest scheint die Leere in seinem Herzen überwunden und er könnte endlich erwachsen werden.

## Kritik
„Zwischen Verdi und Freud angesiedelter Film, der die Dekadenz des Bürgertums unter der glatten Oberfläche bloßlegen will. Ausgezeichnet in Inszenierung und Kameraführung. Die Raffinesse des Films liegt im ständigen Wechsel der Ebenen von Theater und Wirklichkeit.“

„Mit der erschütternd intensiven Seelenschau hat Regisseur Bertolucci eigene Ängste verarbeitet. Ein aufwühlendes Wechselbad der Gefühle.“

## Hintergrund
Der Mond (ital. luna) hat zwei Seiten: eine ist sichtbar, die andere bleibt verborgen. So ergeht es auch den beiden Hauptfiguren im Film, Mutter und Sohn. Bereits in seiner frühen Kindheit radelt Caterina mit Joe im Korb bei Mondenschein am italienischen Meer eine Straße entlang. Er hat stets angenommen, in Brooklyn geboren und aufgewachsen zu sein. Erst am Ende der Geschichte erfährt er, dass er italienischer Abstammung ist. Seine Mutter hat seinen Vater Giuseppe verlassen, da dieser heimlich ein inzestuöses Verhältnis zu seiner Mutter unterhielt.